# 道德特峰
50°47′S 73°4′W / 50.783°S 73.067°W
道德特峰是南美洲的山峰，位於阿根廷和智利接壤的邊境，處於巴塔哥尼亞地區，屬於安第斯山脈的一部分，海拔高度1,771米，山體由花崗岩組成。